# Talor Battle
Talor Battle (Albany, 16 september 1988) is een Amerikaans voormalig basketballer en basketbalcoach.

## Carrière
Battle speelde collegebasketbal voor de Penn State Nittany Lions van 2007 tot 2011. Hij tekende daarna bij de Franse eersteklasser Cholet Basket, maar verliet deze club alweer in december 2011. Hij speelde het seizoen uit bij het Duitse Baskets Bonn. In de zomer speelde hij in de NBA Summer League voor de Los Angeles Clippers. Hij tekende voor het seizoen 2012/13 bij het Italiaanse Orlandina Basket. De twee seizoenen erop, van 2013 tot 2015, speelde hij in de Belgische eerste klasse bij Belfius Mons-Hainaut. In 2015 tekende hij bij Hapoel Tel Aviv BC uit Israël. Hij speelde hier tot februari 2016, maar miste bijna heel het seizoen vanwege een blessure.
In februari 2017 tekende hij bij het Hongaarse Atomerőmű SE en speelde er de rest van het seizoen uit. Van 2017 tot februari 2018 speelde hij nog voor KK Olimpija uit Slovenië. In februari 2018 besloot hij te stoppen als profbasketballer na aanhoudende blessures.
Na zijn spelerscarrière werd hij in 2020 assistent-coach bij zijn oude collegebasketbalploeg de Penn State Nittany Lions. Na een seizoen wisselde hij hen in voor de Northwestern Wildcats, waar hij ook assistent werd. In 2024 werd hij assistent-coach bij de Ohio State Buckeyes.

## Erelijst
- Universiade: 2009
- Ster van de coaches: 2014
- Sloveense Supercup: 2017